# Wajdi Bouazzi
Pour l’article homonyme, voir Haroun Bouazzi.
Wajdi Bouazzi, né le 16 août 1985 à Kasserine, est un footballeur international tunisien évoluant au poste de milieu offensif. Il devient ensuite entraîneur.

## Biographie
Joueur de l'Espérance sportive de Tunis, il rejoint le Lausanne-Sport pour la saison 2013-2014. Néanmoins, il rompt son contrat après trois matchs seulement et rejoint le Club sportif sfaxien.

## Palmarès
- Ligue des champions de la CAF
  - Vainqueur : 2011
  - Finaliste : 2010, 2012
- Coupe nord-africaine des vainqueurs de coupe :
  - Vainqueur : 2009
- Ligue des champions arabes : 
  - Vainqueur : 2009
- Championnat de Tunisie : 
  - Vainqueur : 2009, 2010, 2011, 2012
- Coupe de Tunisie :
  - Vainqueur : 2008, 2011